# Lasioedma purpureorufa
Lasioedma purpureorufa är en fjärilsart som beskrevs av Rothschild 1915. Lasioedma purpureorufa ingår i släktet Lasioedma och familjen mätare. Inga underarter finns listade i Catalogue of Life.